# Son (Familienname)
Son ist ein Familienname.

## Namensträger
- Benedictus Son Hee-Song (* 1957), südkoreanischer Geistlicher, Bischof von Uijeongbu
- Charles Van Son (1902–1970), belgischer Ruderer
- Eduard Son (* 1964), sowjetisch-kasachischer Fußballspieler
- Igor Son (* 1998), kasachischer Gewichtheber
- Jan Frans van Son, niederländischer Maler
- Joe Son (* 1970), koreanischer Schauspieler und Kampfsportler
- Jos van Son (1893–1956), niederländischer Fußballspieler
- Joseph Son Sam-seok (* 1955), südkoreanischer Geistlicher, Weihbischof in Busan
- Juan Son (* 1984), mexikanischer Sänger und Komponist
- Khem Son (* 1941), kambodschanischer Radrennfahrer
- Léopold Son, belgischer Turner
- Louis van Son (1922–1986), niederländischer Politiker
- Masayoshi Son (* 1957), japanischer Unternehmer
- Paul van Son (* 1953), niederländischer Energiemanager
- Sasha Son (* 1983), litauischer Sänger
- Sonim Son (* 1983), japanische Sängerin und Schauspielerin
- Van Son (Radsportler) (* 1934), kambodschanischer Radrennfahrer
- Yeol Eum Son (* 1986), südkoreanische Pianistin
- Son Dam Bi (* 1983), südkoreanische Sängerin
- Son Ga-in (* 1987), südkoreanische Sängerin, siehe Gain (Sängerin)
- Son Ha-yoon (* 2007), südkoreanische Tennisspielerin
- Son Hae-kwam (* 1976), südkoreanischer Biathlet
- Son Heung-min (* 1992), südkoreanischer Fußballspieler
- Son Ho-sung (* 1982), südkoreanischer Eishockeytorwart
- Son Hwa-yeon (* 1997), südkoreanische Fußballspielerin
- Son Hyun-jun (* 1972), südkoreanischer Fußballspieler und -trainer
- Son Jong-hyun (* 1991), südkoreanischer Fußballspieler
- Son Jun-ho (Schauspieler) (* 1983), südkoreanischer Schauspieler
- Son Jun-ho (Fußballspieler) (* 1992), südkoreanischer Fußballspieler
- Son Kitei (1912–2002), japanischer Marathonläufer, siehe Sohn Kee-chung
- Son Mi-na (* 1964), südkoreanische Handballspielerin
- Son Na-eun (* 1994), südkoreanische Sängerin und Schauspielerin
- Son Ngoc Thanh (1908–1977), kambodschanischer Politiker
- Son Sann (1911–2000), kambodschanischer Politiker
- Son Sang-pil (* 1973), südkoreanischer Ringer
- Son Sen (1930–1997), kambodschanischer Geheimdienstmitarbeiter und Politiker
- Son Seong-cheol (* 1987), südkoreanischer Wasserspringer
- Son Seung-wan (* 1994), südkoreanische Sängerin, siehe Wendy (Sängerin)
- Son Sung-rack (* 1991), südkoreanischer Biathlet
- Son Tae-jin (* 1988), südkoreanischer Taekwondoin
- Taiga Son (* 1999), südkoreanischer Fußballspieler
- Sŏn U-hui (1922–1986), südkoreanischer Schriftsteller
- Son Wan-ho (* 1988), südkoreanischer Badmintonspieler
- Son Won-gil (* 1999), südkoreanischer Fußballspieler
- Son Won-il (1909–1980), südkoreanischer Politiker
- Son Yejin (* 1982), südkoreanische Schauspielerin
- Son Yeon-jae (* 1994), südkoreanische Sportgymnastin
- Son Yong-chan (* 1991), südkoreanischer Fußballspieler